# Barbara Darling
Barbara Darling (* 17. Oktober 1947 in Sydney; † 15. Februar 2015 in Melbourne) war eine australische Theologin der Anglikanischen Kirche. Sie wurde 2008 erster weiblicher Bischof von Melbourne der Anglican Church of Australia.

## Leben
Darling wuchs in Sydney auf und engagierte sich bereits in ihrer Jugend in der Kirche. Unter anderem unterrichtete sie in der Sonntagsschule und war Administratorin in der Interschool Christian Fellowship. Sie übernahm Führungsaufgaben im Bibellesebund (englisch Scripture Union) und bei den Pfadfindern.
Nachdem sie ihre schulische Ausbildung an der Sydney Girls High School beendet hatte, studierte sie an der Sydney University Kunst mit dem Ziel, Lehrerin zu werden. Während des Studiums begann sie theologische Autoren wie Karl Barth, Bruno Bauer und Louis Berkhof zu lesen und ihren Glauben auch kritisch zu hinterfragen. Sie engagierte sich in der Evangelical Union. Nach dem Studium wurde sie dann zunächst Lehrerin.
Sie war drei Jahre Lehrerin und Bibliothekarin in Wauchope in Neusüdwales. Anschließend unterrichtete sie an der Hornsby Girls High School in ihrer Heimatstadt. Neben dem Unterrichten studierte sie am Moore College Theologie. 1975 wechselte sie auf das Ridley College in Melbourne. Grund für den Wechsel war, dass Leon Morris das College in Melbourne leitete. Barbara Darling wurde dort wahrscheinlich als erster Frau eine Position als Angestellte des Colleges angeboten. Nach dem Abschluss am College studierte sie noch neben der Tätigkeit am Ridley College zusätzlich Geschichte an der University of Melbourne. Ihre Zusammenarbeit mit Leon Morris unterstütze ihr Verständnis auf die Frau in der anglikanischen Kirche, insbesondere, dass Frauen auch Gottesdienste leiten können. Morris ermutigte sie auch zu predigen. Ihre erste Predigt hielt sie 1976.  Nachdem 1986 eine Synode die Priesterschaft auch für Frauen geöffnet hatte, wurde sie als eine der ersten Frauen Diakonin in der Diözese von Melbourne. 1992 wurde sie als eine der ersten Frauen ordiniert. Die Konsekration als Bischöfin von Melbourne erfolgte am 31. Mai 2008 in der Paulskathedrale in Melbourne. Erst neun Tage zuvor war Kay Goldsworthy in Perth erste anglikanische Bischöfin in Australien geworden.
2015 starb Darling nach einem Herzinfarkt in Melbourne.